# Rent (filme)
Rent (No Brasil, Rent - Os Boêmios) é uma adaptação de 2005 para o cinema norte-americano do musical homônimo da Broadway, que foi baseado no musical, vencedor do Tony Award e do Pulitzer, de Jonathan Larson. É um musical baseado na vida de um grupo de boêmios e de suas lutas com a sexualidade, drogas, vivendo sob a sombra da AIDS, e, claro, pagar seu aluguel. A história se passa na área de East Village, em Nova York, no final de 1980. O filme, dirigido por Chris Columbus, teve seis membros do elenco original da Broadway reprisando seus papéis no cinema.

## Sinopse
Na véspera do Natal de 1989, o aspirante a cineasta Mark Cohen e seu colega de quarto, Roger Davis, descobrem que o aluguel anteriormente dispensado por seu velho amigo e proprietário, Benjamin "Benny" Coffin III, está vencendo ("Rent"). Seu ex-colega de quarto, Tom Collins, aparece e é assaltado. Mark e Roger se encontram com Benny, que diz a eles que planeja despejar os sem-teto do terreno próximo e construir um estúdio cibernético ("You'll See"). Ele oferece aluguel grátis se conseguirem que Maureen, a ex-namorada de Mark, cancele seu protesto contra seus planos, mas eles se recusam.
Um baterista de rua, Angel, encontra Collins e eles se unem, pois os dois têm AIDS. Roger, que é HIV positivo e ex-viciado em drogas, tenta compor sua última grande canção ("One Song Glory"). Ele é visitado por sua vizinha do andar de baixo, Mimi, uma dançarina exótica e viciada em heroína ("Light My Candle").
No dia de Natal, Mark e Roger são visitados por Collins e Angel (travestido), trazendo presentes ("Today 4 U"). Eles convidam Mark e Roger para participar do Life Support, um grupo de apoio à AIDS. Roger recusa-os, enquanto Mark vai consertar o equipamento de som de Maureen. Ele encontra Joanne, a nova namorada de Maureen, que se aproxima dele enquanto eles discutem a promiscuidade de Maureen ("Tango: Maureen"). Mark chega na reunião do Life Support ("Life Support"). Ele filma o encontro para o documentário que está fazendo sobre pessoas vivendo com HIV/AIDS.
Mimi visita Roger ("Out Tonight"). Roger, cuja ex-namorada morreu de HIV/AIDS, repreende seus avanços e a expulsa ("Another Day"). No dia seguinte, ele se junta a Mark, Collins e Angel em uma reunião do Life Support ("Will I?"). Saindo do encontro, o grupo imagina como seria se mudar para Santa Fé, no Novo México ("Santa Fe"). Roger e Mark vão embora para ajudar Maureen a se preparar para sua performance; e Angel e Collins revelam que estão se apaixonando ("I'll Cover You"). Maureen canta sua música que chama Benny por mudar quem ele era quando se casou e o culpa por tentar fechar a cidade de tendas ("Over the Moon"). A apresentação  faz com que se inicie um tumulto porque Benny chamou a polícia para garantir que o protesto permanecesse pacífico, mas acabou em violência. Assim que o protesto termina, o grupo vai ao The Life Cafe e comemora Mark vendendo suas imagens do tumulto para uma estação de notícias local ("La Vie Bohème" ou "La Vie Bohème A"). Roger e Mimi revelam que estão apaixonados um pelo outro e revelam que são HIV positivo ("I Should Tell You"). Eles se beijam e continuam comemorando com seus amigos ("Viva La Vie Bohème!" Ou "La Vie Bohème B").
No Dia de Ano Novo, Benny trancou o apartamento com cadeado, mas Angel quebra a fechadura com uma lata de lixo. Mark consegue um emprego no Buzzline, o programa de notícias da televisão para o qual ele vendeu suas imagens do tumulto. Depois de outra discussão, Maureen propõe a Joanne; o relacionamento termina quando Maureen flerta com outra mulher na festa de noivado ("Take Me or Leave Me"). Depois de ser persuadido por Mimi, sua ex-namorada, Benny devolve o apartamento ao grupo. No ano seguinte, Roger começou a desconfiar de Mimi e seu relacionamento acaba ("Without You"). Angel fica mais doente e morre nos braços de Collins. No funeral de Angel, o grupo segue caminhos separados depois de uma discussão amarga, embora Maureen e Joanne se reconciliem no processo ("I Cover You/Goodbye Love").
Roger vende seu violão, compra um carro e se muda para Santa Fé. Ele retorna porque ainda ama Mimi. Mark deixou seu emprego na Buzzline para seguir seu próprio filme ("What You Own"). Na véspera do Natal de 1990, Mark e Roger se reencontram com Collins, que revela que reprogramou um caixa eletrônico para distribuir dinheiro quando alguém insere o código: A-N-G-E-L. Joanne e Maureen encontram Mimi nas ruas, perto da morte. Mimi e Roger se reconciliam, e ele canta a música que escreveu no ano passado ("Finale A/Your Eyes"). Mimi parece morrer, mas acorda de repente. Ela diz a eles que estava indo para a luz, mas Angel disse a ela para voltar. Enquanto o documentário de Mark é exibido pela primeira vez, os amigos reafirmam que "não há dia senão hoje" ("Finale B").

## Elenco
- Anthony Rapp como Mark Cohen
- Adam Pascal como Roger Davis
- Rosario Dawson como Mimi Marquez
- Jesse L. Martin como Thomas  "Tom" Collins
- Wilson Jermaine Heredia como Angel Dumott Schunard
- Idina Menzel como Maureen Johnson
- Tracie Thoms como Joanne Jefferson
- Taye Diggs como Benjamin "Benny" Coffin, III
- Aaron Lohr como Steve
- Chris Chalk como vendedor ambulante
- Mackenzie Firgens como April
- Shaun Earl como garçom
- Rod Arrants como Sr. Hansen
- Mike Garibaldi como Sr. Grey
- Jennifer Siebel Newsom como recepcionista
- Sarah Silverman como Alexi Darling
- Daryl Edwards como Sr. Jefferson
- Anna Deavere Smith como Sra. Jefferson
- Kevin Blackton como Sr. Johnson
- Bettina Devin como Sra. Johnson
- Joel Swetow como Sr. Cohen
- Randy Graff como Sra. Cohen